# Deutsche Freie-Partie-Meisterschaft 2005/06
Die Deutsche Freie-Partie-Meisterschaft 2005/06 ist eine Billard-Turnierserie und fand vom 5. bis zum 6. November 2005 in Bad Wildungen
zum 38. Mal statt.

## Geschichte
Nachdem Carsten Lässig 1988 in Rudolstadt zum vierten Mal DDR-Meister in der Freien Partie geworden war, gewann er 2005 in Bad Wildungen seinen ersten Titel im wiedervereinten Deutschland. Nach der Wende schloss sich Lässig der BG Coesfeld an, die ihm eine berufliche Zukunft sicherte. Nach vielen guten Platzierungen in den letzten elf Jahren, in denen er zehn Mal an der Meisterschaft teilgenommen hatte, gewann er im Halbfinale gegen Thomas Nockemann und im Finale gegen Markus Melerski. Die beiden galten vor Turnierbeginn als die eigentlichen Favoriten.
Leider liegt nur die Endtabelle des Turniers vor. Die Ergebnisse sind aus eigenen Unterlagen. Ergänzt wurden die Ergebnisse aus der österreichischen Billard-Zeitung Billard und der Enzyklopädie des Billardsports.

## Modus
Gespielt wurden zwei Vorrundengruppen à vier Spieler im Round-Robin-Modus bis 300 Punkte oder 15 Aufnahmen. Die zwei Gruppenbesten kamen ins Halbfinale und spielten den Sieger aus
Die Endplatzierung ergab sich aus folgenden Kriterien:
1. Matchpunkte
2. Generaldurchschnitt (GD)
3. Höchstserie (HS)

## Teilnehmer
1. Thomas Nockemann (Bochum) Titelverteidiger
2. Thomas Berger (Wiesbaden)
3. Sven Daske (Hamburg)
4. Carsten Lässig (Coesfeld)
5. Markus Melerski (Bochum)
6. Udo Mielke (Tutzing)
7. Frank Müller (Vötting-Weihenstephan)
8. Arnd Riedel (Bergisch Gladbach)

## Abschlusstabelle
| MP    | Match Punkte (Sieger = 2; Unentschieden = 1; Verlierer = 0) |
| SV    | Satzverhältnis (nur bei Turnieren im Satzsystem)            |
| Pkte. | Erzielte Karambolagen                                       |
| Aufn. | benötigte Aufnahmen                                         |
| GD    | Generaldurchschnitt                                         |
| MGD   | Mannschafts-Generaldurchschnitt                             |
| BED   | Bester Einzeldurchschnitt eines Spielers                    |
| BEMD  | Bester Einzeldurchschnitt einer Mannschaft                  |
| BSD   | Bester Satzdurchschnitt eines Spielers                      |
| HS    | Höchstserie                                                 |
| WRP   | Weltranglistenpunkte                                        |

| Klassement                 | Klassement | Klassement       | Klassement | Klassement | Klassement | Klassement | Klassement | Klassement | Klassement |
| Phase                      | Platz      | Name             | MP         | Pkt.       | Aufn.      | GD         | BED        | HS         |            |
| -------------------------- | ---------- | ---------------- | ---------- | ---------- | ---------- | ---------- | ---------- | ---------- | ---------- |
| Finale                     | 1          | Carsten Lässig   | 6:4        | 1318       | 37         | 35,62      | 60,00      | 205        |            |
| Finale                     | 2          | Markus Melerski  | 8:2        | 1411       | 35         | 40,31      | 100,00     | 288        |            |
| Halb- finale               | 3          | Thomas Nockemann | 6:2        | 924        | 25         | 36,96      | 100,00     | 292        |            |
| Halb- finale               | 3          | Udo Mielke       | 2:6        | 517        | 24         | 21,54      | 37,50      | 224        |            |
| Gruppen- phase             | 5          | Sven Daske       | 2:4        | 520        | 27         | 19,25      | 37,50      | 122        |            |
| Gruppen- phase             | 6          | Arnd Riedel      | 2:4        | 356        | 25         | 14,24      | 42,85      | 107        |            |
| Gruppen- phase             | 7          | Frank Müller     | 2:4        | 477        | 31         | 15,38      | 14,26      | 140        |            |
| Gruppen- phase             | 8          | Thomas Berger    | 2:4        | 291        | 34         | 8,55       | 6,53       | 59         |            |
| Turnierdurchschnitt: 24,42 |            |                  |            |            |            |            |            |            |            |